# Exormotheca pustulosa
Exormotheca pustulosa là một loài rêu trong họ Exormothecaceae. Loài này được Mitt. mô tả khoa học đầu tiên năm 1870.